# Nazionale femminile di rugby a 15 dello Zambia
La nazionale di rugby a 15 femminile dello Zambia (in inglese Zambia women’s national rugby union team) è la selezione di rugby a 15 femminile che rappresenta lo Zambia in ambito internazionale.
Essa opera sotto la giurisdizione di Zambia Rugby Football Union.
Attiva dal 2007, ha disputato solo 4 incontri internazionali — tutti contro i limitrofi avversari dello Zimbabwe — a causa dei problemi di reperimento fondi, e dieci anni sono intercorsi tra il primo e il successivo test match, tenutosi nel 2017.
Al 2 maggio 2022 la squadra occupa la 27ª posizione del ranking World Rugby.

## Storia
Il programma rugbistico femminile in Zambia partì nel 2006 intorno ai club delle due squadre sportive militari dell'aviazione e dell'esercito: il 22 settembre 2007 fu organizzato ad Harare, capitale dello Zimbabwe, un incontro che tenne a battesimo entrambe le formazioni; le ospiti zambiane si imposero 28-0.
Negli anni successivi la formazione a 15 non ebbe più modo di confrontarsi internazionalmente per via della mancanza di sponsorizzazioni; fu solo nel 2016, con l'appoggio finanziario di Mopani, industria del rame che sponsorizzò due squadre di club femminili e diede l'impulso per ricostituire la nazionale a dieci anni dal primo e unico impegno.
L'avversario fu di nuovo lo Zimbabwe, ancora ad Harare, che il 3 giugno 2017 vinse 39-0.
Un anno più tardi, nel luglio 2018, le due selezioni si reincontrarono di nuovo a latere degli impegni delle corrispettive squadre maschili, e fu di nuovo lo Zambia, in casa propria a Mufulira, a sconfiggere in due occasioni i loro vicini, una prima volta per 19-18 e una seconda per 7-3, a tutto il 2018 il più recente incontro internazionale della squadra.

## Colori e simboli
La squadra riprende i colori della bandiera dello Zambia, ovvero il verde, che è predominante sull'uniforme essendo adottato dalla maglietta e i calzini, l'arancione (usato per gli inserti), il nero (usato per i pantaloncini) e il rosso, che compare sul fronte della maglietta; lo stesso rosso compare sulla seconda maglia insieme al nero e al verde, mentre il colore dominante di tale uniforme è l'arancione.
Il simbolo è un'aquila, che compare sul petto a sinistra e figura anche sulla bandiera sopra le tre bande rosse, arancione e nera sul bordo inferiore destro.

## Statistiche di squadra

### Incontri disputati
| Data              | Sede     | Incontro                | Note       |
| ----------------- | -------- | ----------------------- | ---------- |
| 22 settembre 2007 | Harare   | Zimbabwe — Zambia 0-28  | Test match |
| 3 giugno 2017     | Harare   | Zimbabwe — Zambia 39-0  | Test match |
| 11 luglio 2018    | Mufulira | Zambia — Zimbabwe 19-18 | Test match |
| 14 luglio 2018    | Mufulira | Zambia — Zimbabwe 7-3   | Test match |

### Riepilogo per avversario
| Avversario | Primo incontro | G | V | N | P | PF | PS | % V/G |
| ---------- | -------------- | - | - | - | - | -- | -- | ----- |
| Zimbabwe   | 2007           | 4 | 3 | 0 | 1 | 54 | 60 | 75    |
| Totale     | Totale         | 4 | 3 | 0 | 1 | 54 | 60 | 75    |